# 施陶希茨
施陶希茨（德語：Stauchitz）是德国萨克森州的一个市镇，隶属于迈森县。总面积为32.48平方千米，截至2020年总人口为3093人。